# Ilse Koehn
Ilse Koehn (* August 1929 in Berlin-Hermsdorf; † 8. Mai 1991 in Greenwich, Connecticut, USA) war eine deutsch-amerikanische Grafikerin und Schriftstellerin.

## Leben
Koehn war das einzige Kind eines "halbjüdischen" Elektro-Ingenieurs der Berliner Elektrizitätswerke und einer aus dem Arbeitermilieu stammenden, „vollarischen“ Mutter. Nach dem Krieg studierte sie an der Hochschule für Bildende Künste in Berlin, war danach freiberuflich für verschiedene Zeitschriften tätig. 1958 wanderte sie in die Vereinigten Staaten aus und arbeitete zunächst in einer New Yorker Werbeagentur als Art Director.
1968 machte sie sich selbstständig, mit ihrem Ehemann John Van Zwienen und dessen Tochter Kyle zog sie nach Greenwich. Koehn und Van Zwienen arbeiteten als Illustratoren und Grafiker und widmeten sich der Schriftstellerei. 1977 erschien das autobiografische Erstlingswerk der Autorin: "Mischling, Second Degree" (deutscher Titel: "Mischling zweiten Grades"), 1981 ihr zweites Buch "Tilla" (deutsch: "Wer weiß, was morgen ist").

## Werk
In "Mischling zweiten Grades" beschreibt Koehn ihre Kindheit in den Jahren 1937–1945. Sie entstammte einem sozialdemokratisch geprägten, antinazistischen Elternhaus. Dass sie durch ihre Großmutter väterlicherseits ein jüdischer Mischling war, versuchte ihre Familie stets sorgfältig zu verbergen – Ilse selbst wusste es damals nicht. Den "Mischlingen" blieben seit der Ersten Verordnung zum Reichsbürgergesetz von 1935 ein höherer Bildungsweg wie auch zahlreiche Ämter und Privilegien verschlossen. Nach dem Willen der Familie sollte das Mädchen deshalb im System möglichst unauffällig "mitschwimmen", beispielsweise auch zum Bund Deutscher Mädel gehen. Nach der Trennung ihrer Eltern wuchs Ilse Koehn beim Vater und ihrer jüdischen Oma auf, der Vater erreichte noch ihre Aufnahme im Lyzeum. Sie zog dann zu ihren nichtjüdischen Großeltern. Mit viel Glück überstand Ilse Koehn unbeschadet die Nazizeit und den Zweiten Weltkrieg samt Hunger, Bombenhagel, Evakuierungen – während ihre jüdische Oma 80-jährig ins KZ Theresienstadt deportiert wurde. Das Buch erschien 1977 in den USA und – teils übersetzt – in sechs weiteren Ländern. 1979 kam es auf Deutsch heraus.
"Wer weiß, was morgen ist" erzählt als Jugendbuch die fiktive Geschichte der Kriegswaisen Tilla, die – ausgebombt in Dresden – im Februar 1945 auf der Flucht vor der näher rückenden Front den 16-jährigen Hitlerjungen Rolf kennenlernt. In den Wirren der letzten Kriegswochen suchen die jugendlichen Protagonisten in Berlin ihre Angehörigen. Tilla kommt bei ihrer Tante in Hermsdorf unter und verliert Rolf aus den Augen. Doch in der Nachkriegszeit begegnen sie sich in der besetzten Stadt wieder.

## Auszeichnungen
"Mischling zweiten Grades" stand 1980 auf der Auswahlliste zum Deutschen Jugendliteraturpreis. In den USA wurde das Buch mehrfach prämiert: mit dem Boston Globe Hornbook Award, dem Jane Addams Peace Foundation Award for nonfiction und als empfehlenswertes Buch für junge Leser mit dem Lewis Carroll Shelf Award.